# 高雄市立左營高級中學

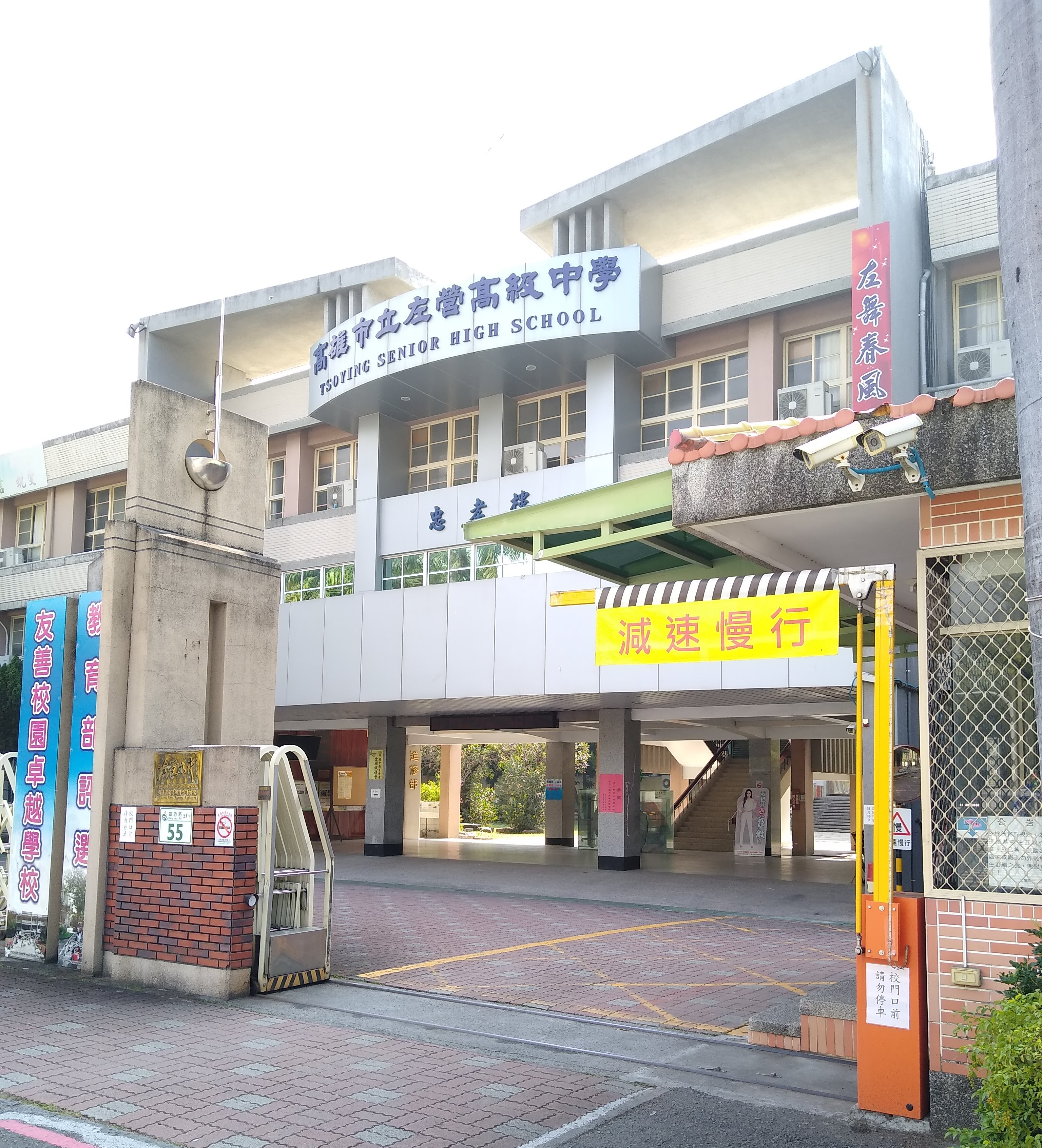
高雄市立左營高級中學

高雄市立左營高級中學（英語：Kaohsiung Municipal Tsoying Senior High School，縮寫：TYHS），簡稱左營高中或左中。為臺灣高雄市左營區的市立高級中學，前臨海功路，臨近左營大路。目前學校為男女合校合班，設有普通班、舞蹈班與體育班。

## 歷史
- 1946年，高雄市政府設高雄市立第一初級中學於旗津，高雄市立第四初級中學於左營。
- 1947年3月，高雄市政府合併二校為高雄市立第一初級中學，暫借左營國民學校為校址。王貴人、陳彬森、李永春、王群青、黃宗興、馬清江等先生分別擔任校長。
- 1951年秋，高雄市政府勘定該校現址為校址。
- 1955年秋，開始兼收女生。
- 1957年，試辦初中部免試升學。
- 1959年，增收高中學生。
- 1960年10月1日，改制為完全中學，試辦綜合中學，校名改為「台灣省立左營中學」。
- 1964年：依照「省辦高中，縣市辦初中」政策，改為招收高中生。
- 1970年9月，改為普通高中，停辦職業選修課程，校名改為「台灣省立左營高級中學」。
- 1979年7月，高雄市升格為直轄市，改制為「高雄市立左營高級中學」。
- 1993年8月，附設高級中學進修補習學校成立。[1]

## 歷任校長
| 任別 | 任期                    | 姓名     |
| ---- | ----------------------- | -------- |
| 1    |                         | 王貴人   |
| 2    |                         | 陳彬森   |
| 3    |                         | 李永春   |
| 4    |                         | 王群青   |
| 5    |                         | 黃宗興   |
| 6    |                         | 馬清江   |
| 7    | 1949年6月－1963年       | 朱世蘭   |
| 8    | 1963年－1967年9月       | 趙仰雄   |
| 9    | 1967年9月－1980年8月    | 李樹萱   |
| 10   | 1980年8月－1982年5月    | 許朝智   |
| 11   | 1982年5月－1992年8月    | 蔡金庸   |
| 12   | 1992年8月－1997年8月    | 陳守仁   |
| 13   | 1997年8月－2003年8月    | 周忠信   |
| 14   | 2003年8月－2009年8月    | 林全義   |
| 15   | 2009年8月－2017年7月    | 陳良傑   |
| 16   | 2017年8月–2023年7月     | 張簡玲娟 |
| 17   | 2023年8月–2024年6月24日 | 吳立森   |
| 18   | 2024年8月–至今          | 林百鴻   |

## 姊妹校
- 日本 專修大學熊本玉名高等學校（日语：専修大学熊本玉名高等学校）
- 日本 明治大學附屬名治高等學校・中學校（日语：明治大学付属明治高等学校・中学校）

## 外部連結
- 高雄市立左營高級中學 （页面存档备份，存于）